# Amateuroberliga Niedersachsen 1958/59
Die Saison 1958/59 der Amateuroberliga Niedersachsen war die zehnte Saison der höchsten niedersächsischen Amateurliga im Fußball. Sie nahm damals die zweithöchste Ebene im deutschen Ligensystem ein. Meister wurde der SV Arminia Hannover. Neben Hannover qualifizierten sich der VfB Oldenburg und Eintracht Osnabrück für die Aufstiegsrunde zur Oberliga Nord teil, wo sich Osnabrück durchsetzen konnten. Aus der Oberliga Nord stiegen Eintracht Nordhorn und der VfL Wolfsburg in die Amateuroberliga Niedersachsen ab.
Die Abstiegsplätze nahmen im Westen der Cuxhavener SV und TuRa Grönenberg Melle sowie im Osten der VfB Fallersleben und der Goslarer SC 08 ein. Dafür stiegen aus der Amateurliga Niedersachsen der ESV Eintracht Cuxhaven, die Amateure von Hannover 96 und der TuS Haste 01 in die Gruppe West sowie die SG Adenstedt in die Gruppe Ost auf. Zur Saison 1959/60 wechselten die Sportfreunde Ricklingen in die Ostgruppe.

## Tabellen

### West
| Pl.               | Verein                    | Sp. | S  | U | N  | Tore    | Quote | Punkte |
| ----------------- | ------------------------- | --- | -- | - | -- | ------- | ----- | ------ |
| 1.                | VfB Oldenburg             | 30  | 25 | 5 | 0  | 109:310 | 3,52  | 55:50  |
| 2.                | Eintracht Osnabrück       | 30  | 17 | 5 | 8  | 057:280 | 2,04  | 39:21  |
| 3.                | TSR Olympia Wilhelmshaven | 30  | 13 | 9 | 8  | 048:360 | 1,33  | 35:25  |
| 4.                | SpVgg Preußen Hameln      | 30  | 13 | 9 | 8  | 056:500 | 1,12  | 35:25  |
| 5.                | Sportfreunde Ricklingen   | 30  | 14 | 5 | 11 | 052:380 | 1,37  | 33:27  |
| 6.                | VfL Osnabrück Am.         | 30  | 12 | 5 | 13 | 057:500 | 1,14  | 29:31  |
| 7.                | Falke Steinfeld           | 30  | 13 | 3 | 14 | 058:510 | 1,14  | 29:31  |
| 8.                | VfL Germania Leer         | 30  | 12 | 5 | 13 | 055:630 | 0,87  | 29:31  |
| 9.                | Victoria Oldenburg        | 30  | 11 | 7 | 12 | 048:630 | 0,76  | 29:31  |
| 10.               | SSV Delmenhorst (N)       | 30  | 11 | 6 | 13 | 034:590 | 0,58  | 28:32  |
| 11.               | Germania Wilhelmshaven    | 30  | 12 | 3 | 15 | 064:590 | 1,08  | 27:33  |
| 12.               | SC Nordenham              | 30  | 10 | 7 | 13 | 039:550 | 0,71  | 27:33  |
| 13.               | BV Cloppenburg            | 30  | 9  | 7 | 14 | 039:610 | 0,64  | 25:35  |
| 14.               | Kickers Emden             | 30  | 10 | 3 | 17 | 045:570 | 0,79  | 23:37  |
| 15.               | Cuxhavener SV             | 30  | 8  | 5 | 17 | 042:720 | 0,58  | 21:39  |
| 16.               | TuRa Grönenberg Melle (N) | 30  | 5  | 6 | 19 | 045:750 | 0,60  | 16:44  |
| Stand: Saisonende |                           |     |    |   |    |         |       |        |

### Ost
| Pl.               | Verein                      | Sp. | S  | U  | N  | Tore    | Quote | Punkte |
| ----------------- | --------------------------- | --- | -- | -- | -- | ------- | ----- | ------ |
| 1.                | SV Arminia Hannover         | 30  | 19 | 9  | 2  | 086:310 | 2,77  | 47:13  |
| 2.                | 1. SC Göttingen 05 (A)      | 30  | 18 | 4  | 8  | 072:350 | 2,06  | 40:20  |
| 3.                | SV Union Salzgitter         | 30  | 16 | 6  | 8  | 069:500 | 1,38  | 38:22  |
| 4.                | Eintracht Braunschweig Am.  | 30  | 15 | 8  | 7  | 065:480 | 1,35  | 38:22  |
| 5.                | VfB Peine                   | 30  | 16 | 4  | 10 | 064:530 | 1,21  | 36:24  |
| 6.                | Wolfenbütteler SV           | 30  | 15 | 3  | 12 | 070:440 | 1,59  | 33:27  |
| 7.                | Sportfreunde Lebenstedt (N) | 30  | 11 | 8  | 11 | 052:460 | 1,13  | 30:30  |
| 8.                | Teutonia Uelzen             | 30  | 10 | 8  | 12 | 048:560 | 0,86  | 28:32  |
| 9.                | Borussia Hildesheim         | 30  | 12 | 3  | 15 | 051:650 | 0,78  | 27:33  |
| 10.               | TuS Celle                   | 30  | 10 | 6  | 14 | 051:560 | 0,91  | 26:34  |
| 11.               | Leu Braunschweig            | 30  | 10 | 5  | 15 | 053:740 | 0,72  | 25:35  |
| 12.               | SVG Göttingen 07            | 30  | 9  | 6  | 15 | 069:790 | 0,87  | 24:36  |
| 13.               | Hannoverscher SC            | 30  | 6  | 12 | 12 | 040:680 | 0,59  | 24:36  |
| 14.               | Rot-Weiß Steterburg         | 30  | 9  | 5  | 16 | 044:780 | 0,56  | 23:37  |
| 15.               | VfB Fallersleben            | 30  | 7  | 7  | 16 | 042:700 | 0,60  | 21:39  |
| 16.               | Goslarer SC 08              | 30  | 6  | 8  | 16 | 041:640 | 0,64  | 20:40  |
| Stand: Saisonende |                             |     |    |    |    |         |       |        |

| (A) | Absteiger aus der Oberliga Nord 1957/58              |
| (N) | Aufsteiger aus der Amateurliga Niedersachsen 1957/58 |

## Niedersachsenmeisterschaft
Die beiden Staffelsieger ermittelten in Hin- und Rückspiel den Niedersachsenmeister. Gespielt wurde am 11. und 18. April 1959. Der SV Arminia Hannover setzte sich dabei durch und qualifizierte sich später noch für die deutsche Amateurmeisterschaft 1959.
|                                               | Gesamt |                                          | Hinspiel | Rückspiel |
| --------------------------------------------- | ------ | ---------------------------------------- | -------- | --------- |
| SV Arminia Hannover (Meister der Staffel Ost) | 9:2    | VfB Oldenburg (Meister der Staffel West) | 1:0      | 8:2       |

## Qualifikation zur Qualifikationsrunde zur Oberliga Nord
Die beiden Vizemeister ermittelten den dritten niedersächsischen Teilnehmer an der Aufstiegsrunde. Das Spiel fand am 19. April 1959 in Hannover statt.
|                                                    | Ergebnis |                                                  |
| -------------------------------------------------- | -------- | ------------------------------------------------ |
| Eintracht Osnabrück (Vizemeister der Staffel West) | 1:0      | 1. SC Göttingen 05 (Vizemeister der Staffel Ost) |

## Aufstiegsrunde zur Amateuroberliga
Die acht Meister der Amateurligen ermittelten im Ligasystem vier Aufsteiger in die Landesliga. Die beiden Gruppensieger und Gruppenzweiten stiegen auf.

### Gruppe A
| Pl.               | Verein                                             | Sp. | S | U | N | Tore    | Quote | Punkte |
| ----------------- | -------------------------------------------------- | --- | - | - | - | ------- | ----- | ------ |
| 1.                | TuS Haste 01 (Meister der Amateurliga 8)           | 6   | 4 | 1 | 1 | 019:700 | 2,71  | 09:30  |
| 2.                | ESV Eintracht Cuxhaven (Meister der Amateurliga 6) | 6   | 3 | 0 | 3 | 011:190 | 0,58  | 06:60  |
| 3.                | TuS Einswarden (Meister der Amateurliga 1)         | 6   | 3 | 0 | 3 | 019:150 | 1,27  | 06:60  |
| 4.                | TuS Twistringen (Meister der Amateurliga 2)        | 6   | 1 | 1 | 4 | 014:220 | 0,64  | 03:90  |
| Stand: Saisonende |                                                    |     |   |   |   |         |       |        |

#### Entscheidungsspiel um Platz zwei
Die punktgleichen Mannschaften aus Cuxhaven und Einswarden ermittelten in einem Spiel auf neutralem Platz den zweiten Aufsteiger der Gruppe A. Das Spiel fand am 28. Juni 1959 in Geestemünde statt. Cuxhaven setzte sich durch und stieg auf.
|                | Ergebnis |                    |
| -------------- | -------- | ------------------ |
| TuS Einswarden | 1:3      | Eintracht Cuxhaven |

### Gruppe B
| Pl.               | Verein                                             | Sp. | S | U | N | Tore    | Quote | Punkte |
| ----------------- | -------------------------------------------------- | --- | - | - | - | ------- | ----- | ------ |
| 1.                | Hannover 96 Am. (Meister der Amateurliga 3)        | 6   | 4 | 1 | 1 | 013:600 | 2,17  | 09:30  |
| 2.                | SG Adenstedt (Meister der Amateurliga 5)           | 6   | 3 | 1 | 2 | 010:900 | 1,11  | 07:50  |
| 3.                | SC Uelzen 09 (Meister der Amateurliga 7)           | 6   | 3 | 1 | 2 | 007:700 | 1,00  | 07:50  |
| 4.                | Teutonia Groß Lafferde (Meister der Amateurliga 4) | 6   | 0 | 1 | 5 | 001:900 | 0,11  | 01:11  |
| Stand: Saisonende |                                                    |     |   |   |   |         |       |        |

#### Entscheidungsspiel um Platz zwei
Die punktgleichen Mannschaften aus Adenstedt und Uelzen ermittelten in einem Spiel auf neutralem Platz den zweiten Aufsteiger der Gruppe A. Das Spiel fand am 5. Juli 1959 in Burgdorf statt. Adenstedt setzte sich durch und stieg auf.
|              | Ergebnis |              |
| ------------ | -------- | ------------ |
| SG Adenstedt | 1:0      | SC Uelzen 09 |